# Onfalocele
Onfalocele congênita trata-se de má formação resultante do não-retorno do intestino para a cavidade abdominal que geralmente ocorre na 10ª semana de desenvolvimento embrionário. 
Observa-se um saco herniático na porção abdominal do recém-nascido recoberto pelo epitélio do cordão umbilical. É necessária a correção cirúrgica imediata. 
A Onfalocele é um defeito congênito, uma má-formação na parede abdominal em que os órgãos, localizados dentro do corpo, ficam para fora do abdômen em uma espécie de bolsa transparente, decorrente de um problema no desenvolvimento dos músculos abdominais. O Dr. Renato Procianoy, presidente do departamento científico de neonatologia da Sociedade Brasileia de Pediatria, explica: “É um defeito da parede abdominal na altura do coto umbilical em que não há fechamento da parede e as alças intestinais ficam só recobertas por uma membrana”.
Por essa má formação, o bebê tem os órgãos, como intestino e fígado, para fora do abdômen. Normalmente, isso ocorre entre a 8ª e 12ª semana de gestação. Em cada caso, a gravidade pode variar.
No tipo mais brando de onfalocele, apenas uma pequena parte do intestino passa pelo orifício. Já em casos mais graves, vários órgãos podem estar na parte externa do corpo. Dr. Renato explica que o maior risco da onfalocele é a ruptura da membrana que envolve as alças intestinais. “Frequentemente se associa com síndromes genéticas”, comenta.
A onfalocele pode ser diagnosticada durante a gravidez ou feita através do exame do paciente. Dr. Renato explica que não é possível prevenir. “É possível fazer o diagnóstico intrauterino através da ultrassonografia”.
O tratamento é realizado através de cirurgia. No tipo mais brando, a reparação é realizada logo após o nascimento. Já nos casos mais graves, a cirurgia é mais complicada, já que os órgãos são protegidos por uma frágil membrana que, se romper, pode causar infecções, muitas vezes fatais.
Em alguns casos, os médicos indicam um creme antibiótico para que seja aplicado sobre essa membrana a fim de que ela endureça, e a pele se forme cobrindo os órgãos. Quando o bebê cresce, os cirurgiões fecham a cavidade abdominal.